# 嵐ヶ丘 (ALI PROJECTの曲)
「嵐ヶ丘」（あらしがおか）は、ALI PROJECTの楽曲。宝野アリカが作詞、片倉三起也が作曲を手掛けた。ALI PROJECTの2枚目のシングルとして1993年6月9日に東芝EMIから発売された。

## 概要
1トラック目の「嵐ヶ丘」は、エミリー・ブロンテの長編小説と同名である。歌詞には同小説を思わせる「ヒースの花」などの歌詞も見られる。ジャケットには白地に大きく「嵐ヶ丘」の文字と、その背景に嵐ヶ丘の原題である「WUTHERING HEIGHTS」が配されている。
リリース当時、オリコンなどのチャートではヒットしなかったが、FM NACK5の番組「JAPANESE DREAM」において、楽曲の評価のみというチャート特性から93年5月度3位を記録している。その後、『Wish』までエントリーされ、すべてベスト10圏内に入り、ALI PROJECTの楽曲の良さの評価に繋がったきっかけにもなっている。
なお、本作は2006年12月6日にリリースされたストリングアルバム『Romance』でリメイクされている。

## 収録曲
（全作詞：宝野アリカ、作曲・編曲：片倉三起也）
1. 嵐ヶ丘 [4:19]
  - ラストでヨハネス・ブラームスの『ハンガリー舞曲第6番』の中間部が引用されている。
2. 舞踏会の手帖 [4:08]
3. 嵐ヶ丘（オリジナル・カラオケ）

## 収録アルバム
| 曲名   | 収録アルバム                                | 発売日        | 備考                  |
| ------ | ------------------------------------------- | ------------- | --------------------- |
| 嵐ヶ丘 | 『DALI』                                    | 1994年2月16日 | 2ndオリジナルアルバム |
| 嵐ヶ丘 | 『jamais vu』                               | 2000年8月4日  | 1stベストアルバム     |
| 嵐ヶ丘 | 『Deja Vu 〜THE ORIGINAL BEST 1992-1995〜』 | 2006年3月8日  | 2ndベスト・アルバム   |